# 국제측지지구물리연맹
국제측지지구물리연맹(國際測地地球物理聯盟, International Union of Geodesy and Geophysics, 약칭 IUGG)은 지구와 대기에 대한 연구에 관련된 8개 국제학회로 이루어진 연맹으로 1919년에 설립되었으며, 대한민국은 1960년에 가입했고 사무국은 미국의 Colorado대학에 있다.